# こやま園

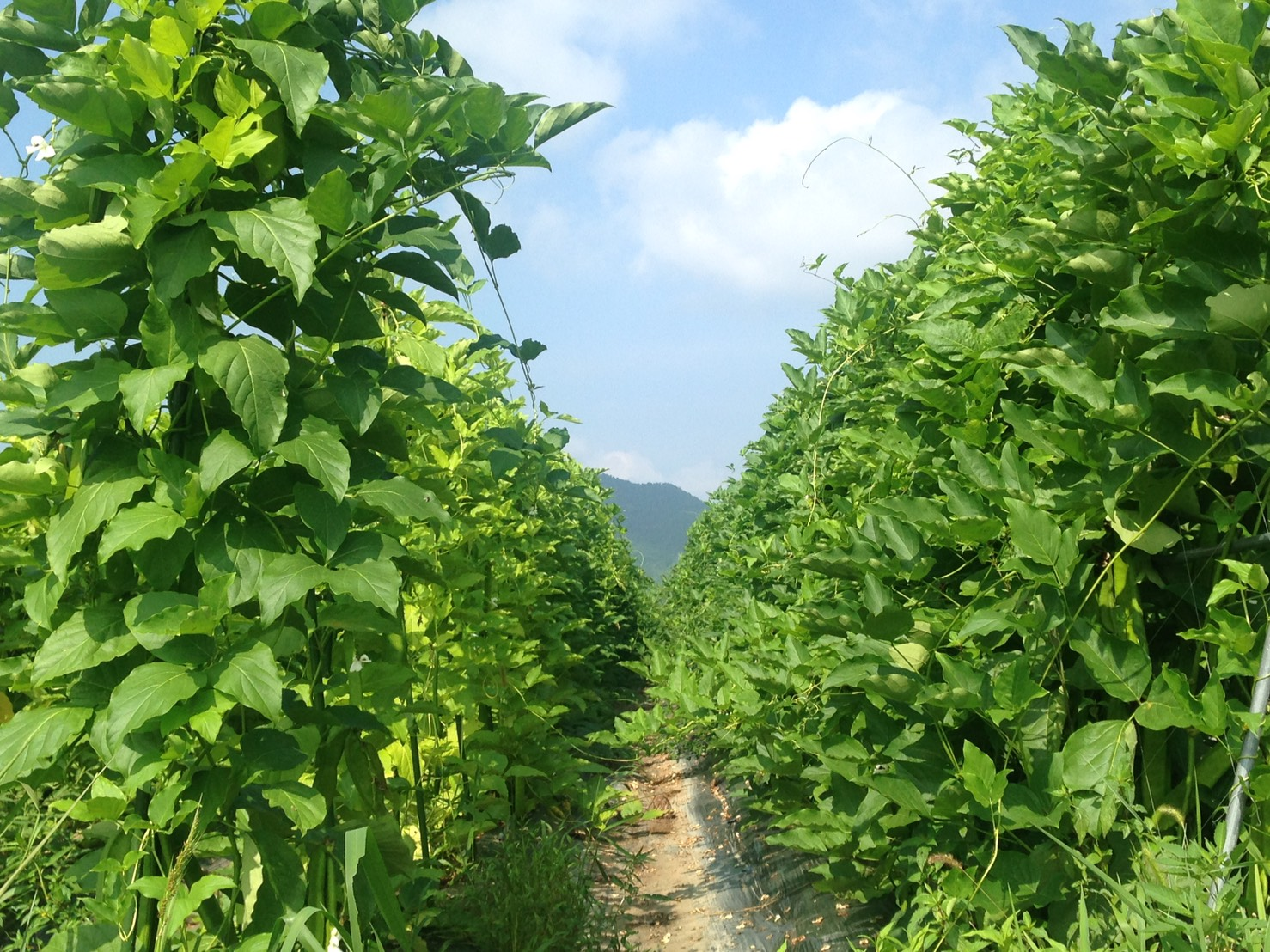
こやま園なた豆農場

有限会社こやま園（こやまえん）は、兵庫県丹波市春日町黒井に本拠を置く、有機栽培による丹波なた豆の栽培及び、丹波なた豆から「なた豆茶」を製造・販売する企業。。丹波伝来のオリジナル種子を使用し、栽培から加工まで一貫生産する。

## 概要
なた豆茶は、昔から丹波地方では嗜好品より体調不良時に薬用されてきた茶で、栽培する農家が減少する中、創業者小山伸洋が知人から受け継いだ種で栽培を復活。農薬、化学肥料を一切使わない有機栽培にこだわりながら、独自の研究と試行錯誤を重ね「丹波なた豆茶」の製品化に成功。なた豆の生産者グループ「有機豆本舗丹波」は、契約農家47軒を抱える団体に成長。口コミと国内外での小山自身の活動により販路を拡大。香港やベトナムにも現地法人を立ち上げ、世界各地のスーパーマーケットやホテルなどで販売されている。香港、ベトナムのほかフランス・パリでも人気化し、「おもてなし健康茶」として使われる。近年にいたり、成分である酵素ウレアーゼが腎臓の機能を助けることが判明。中国では漢方薬としても利用され、鼻づまりにも効能がある。
2008年、平成20年「兵庫県認証食品ひょうご安心ブランド」を取得。美容健康業界国内最大の展示会である「ダイエットビューティアワード2016」のインナービューティ部門で最優秀賞を受賞。G7神戸保健大臣会でも公式に採用され、安全で健康に効果の高い食として「丹波」の名を世界に広めた。2018年3月には、丹波県民局による「丹波すぐれもの大賞」を受賞。但馬、丹波、播磨、摂津、淡路から選ばれるコープこうべ「五国セレクション」名産品にも選ばれている。
当初は、半年待ちの状態が続き“幻のお茶”と言われるほど、量産に苦慮したが、その後生産契約農家を増やし、2018年現在では販売累計3億杯を突破。斬新な発想による農業の六次産業化推進、地域の活性化などに取り組む優良事例を選定する、農林水産省「ディスカバー農山漁村の宝」の第5回にて選定され、さらに特別賞（プロデュース賞）を受賞。生産農家との連携の元、豆の品種と栽培方法を統一して高品質を維持、健康志向の高まりに合わせての国内外での積極的な販売への取組が評価された。
丹波なた豆茶を最初に商品化したのは、創業者で現社長である小山伸洋であるが、その父、小山一夫は兵庫県農業改良普及員として兵庫県の農産物の指導を長年にわたり行ってきており、丹波栗で老木にカットバックという方法で接ぎ木をし、若返らせる技術を普及させたほか、退職後に春日町を発祥の地とする丹波大納言小豆や丹波栗の栽培で功績を残した人物である。

### 丹波なた豆茶

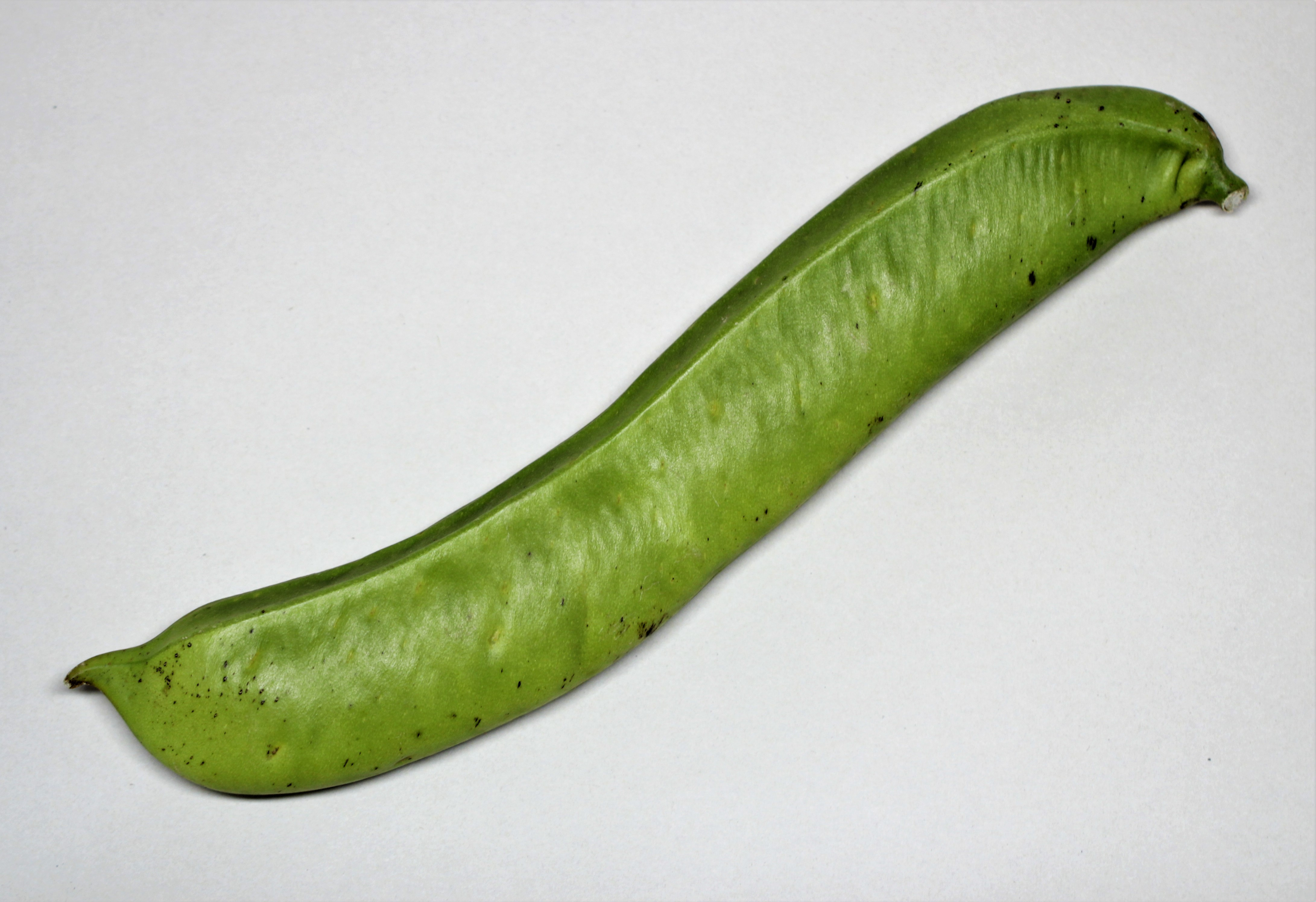
丹波なた豆茶の原料となる収穫されたなた豆

丹波地方の農家では、古くよりなた豆をお茶にして飲む習慣があり、膿を出す妙薬としても知られていたが、太平洋戦争前後に途絶えていた。高血圧、腎臓機能の改善、利尿作用、鼻炎、口臭予防、歯周病の改善にも効果があるとされる。こやま園小山伸洋と神戸学院大学栄養学部野口孝則の研究により、2006年、ナタマメ及びなた豆茶にはラット実験において尿量を増加させ、その結果血圧上昇の抑制効果が確認され、また人においてもなた豆茶の飲用により同様の効果が確認された。また、なた豆茶にする前工程において得られるなた豆粉末に特に効果が大きかったことが確認された。

#### 特徴
- 抽出されたなた豆茶は、明るい褐色で香ばしい味。ノンカフェインで茶の渋みがない[9]。
- 有機JAS規格に基づき、農薬や化学肥料を一切使用せずに栽培されている[11]。

### 創業者小山伸洋
代々農家であった家に生まれた小山伸洋は、幼少期より母や祖母とともに、畑で過ごす機会を多く持った。丹波の農業は手作業で手間暇かけて行う工程が多い特徴がある。そのため、若い頃は農業をおっくうに感じ、会社員として勤務するかたわら、時々農業を手伝う程度であった。ある時、父一夫が始めた自家用野菜の無人市で、小山は知人からなた豆の種をもらい、なた豆を畑で育てて収穫し手作業でお茶に加工してみた。その後、都会の消費者向けになた豆のネット販売を始めてみたところ、なた豆とそのお茶が瞬く間に大反響を呼び、2004年にはテレビ放映をきっかけに電話回線が3日間不通になるほどの状態になる。ところが、お茶にできるなた豆は1本の蔓に10本から良くて15個ほどしかさやがならず、それを煎じ、茶にする工程は大きな労力の割に出来上がる量は少なく、話題を呼んだことでたちまち需要に供給が追い付かない状態となったため、会社務めを辞め事業に専念することとなった。しかし、人気にもかかわらず小山は安易に量産、増産には踏み切らず、自社栽培100%と無農薬・有機栽培にこだわり、小さな会社でしかできない誠実な生産を目指した。無農薬栽培の場合、豆が病気になっても農薬は一切使えず、根から掘り起こし、畑の外へ出すしか方法はない。こうした小山の真摯な態度に共鳴した農家が集い、2001年（平成13年）当初2、3名の仲間で設立したのが「有機豆本舗丹波」であった。その後、口コミを中心に加盟生産者は47軒（2017年現在）にまで増やし、オリジナル種子での生産量を5tにまで引き上げる。加盟に際しては、現役メンバーによる推薦、面接、栽培規約への同意など厳しいステップを経て認めるなど、生産体制を管理している。

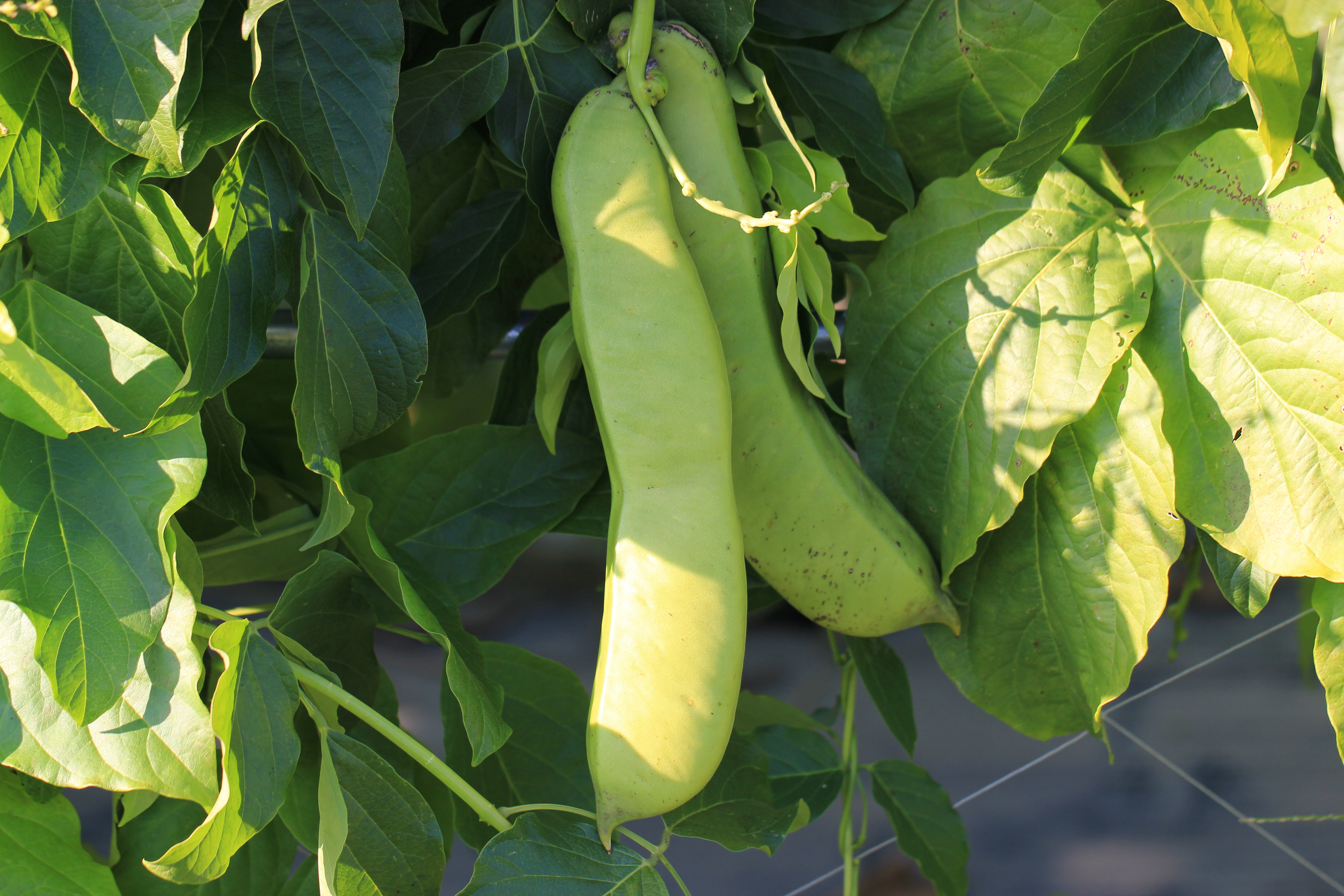
オリジナル種と無農薬・有機栽培にこだわり、収穫されたなた豆

その後、出荷と生産量の急激な増加に伴い、小山は未知の分野であった営業をこなし、国内の見本市を始め、中国、香港での展示会や百貨店での試飲会などに出展を繰り返すうちに知名度を獲得、国内の「高級スーパー」などにも商品が並ぶに至る。しかし、小山自身は自家栽培によるオリジナル種での栽培と、有機栽培農法で作った純粋な丹波なた豆以外はブレンドしないというコンセプトを貫き、自分自身がこだわった生産量に限界がある茶を、それを真に必要とする末端消費者にのみ届けたいという姿勢を貫いた。このことが結果的に、消費者からの直接の声を拾い上げることにつながり、コミュニケーションが生まれ、客の声の新しいニーズにこたえる形で様々な新商品が誕生する好循環を生んだ。小山は、六次産業化が進む中、生産者の顔や土地が見えることや、無農薬栽培であることはもはや当然で、さらにプラスアルファとして、消費者の要求に対して、生産者側がいかに応えられるか、そのために消費者とのコミュニケーションを上手にとることが課題との考えに至る。さらに自身の原動力の一つは、会社という組織を農業で形成できたことで、客が増えるに従い自ずと生産量の維持や農家を守ることに責任感が生まれた。このことが商品の品質維持と、消費者の需要を支えていると自ら分析している。

## 沿革
- 2000年 - 生産者と消費者を直接結び付けるべくインターネットを介し、それまでは民間薬として栽培されていたなた豆の効能や効果、食べ方、販売方法の研究を開始。
- 2001年 - 生産者グループ「有機豆本舗丹波」を設立。新たな丹波ブランドとして小山が丹波なた豆茶を独自製法で焙煎し製造し始める[9]。
- 2003年 - モニター募集を実施し、消費者の意見をくみ取りながらなた豆茶の製品化を実現、丹波なた豆茶として製造開始。
- 2005年 - 楽天市場に出店。
- 2006年 - 有限会社こやま園設立。「丹波なた豆」を商標登録。第53回日本栄養改善学会学術協会総会にて「ナタ豆摂取による高血圧発症予防効果」について共同研究展示発表。
- 2007年 - 第54回日本栄養改善学会学術協会総会にて「丹波なた豆摂取による高血圧発症予防効果および利尿作用」について共同研究展示発表。
- 2008年 - 丹波なた豆茶が兵庫県認証食品に認定。
- 2010年 - 青大豆「さやひかり」の種苗登録取得。
- 2011年 - Amazon店出店。「有機豆本舗丹波」加盟農家が44軒に増加。
- 2012年 - 「有機JAS認定」取得。「香港YATA百貨店フェア」及び「香港FoodExpo2012」出展。
- 2013年 - 「スーパーマーケット・トレードショー2013」をはじめ「SIAL Brazil2013」、「香港FoodExpo2013」に出展。アメリカでたな豆茶の販売開始。Yahoo!店出店。香港の現地法人「KOYAMAEN INTERNATIONAL」設立。ランディングデザイナーに北川一成が起用され、ロゴマークとパッケージデザインを一新[6]。五つ星ひょうご選定商品に選ばれる。
- 2016年 - ベトナムに現地法人「KOYAMAEN VIETNAM」設立。「丹波なた豆茶」の輸出販売以外にも、貿易ライセンスを取得したことで双方向の流通が可能になり、ココナッツオイルの輸入販売やコーヒー豆製造会社との提携も開始[7][2]。
- 2017年 - 「スーパーマーケット・トレードショー2017」をはじめ「ウェルネスフードジャパン」、「ダイエット&ビューティフェア2017」ほか多くの展示会に出展。「プチPremium」、「犬用無添加歯磨きガム」発売。
- 2018年 - 農林水産省 第5回「ディスカバー農山漁村の宝」特別賞（プロデュース賞）[4][2][3]。
- 2019年
  - 3月、ドバイで開催された中東最大級の国際総合食品見本市「Gulfood」に兵庫県ブースとして出展[16]。
  - 5月、アジアの優れたパッケージのデザイン賞である「Topwards Asia」にて『Jack Bean Tooth Gel』が選ばれる[17][16]。
  - 6月、開店から一年半でミシュラン一つ星を受賞したシンガポールの寿司店『鮨来村』にて採用される。
- 2020年 - 2月16日-2月20日、アラブ首長国連邦(UAE)ドバイにて開催される、中東最大の食品見本市「Gulfood 2020」に出展。
- 2023年 - 5月、丹波なた豆茶無添加ガムシリーズ（犬用猫用）が五つ星ひょうごに選定される。

（以上その他は）

## 所在地
- 本社

有限会社 こやま園
兵庫県丹波市春日町黒井1972
- 香港

KOYAMAEN INTERNATIONAL（現地法人）

- ベトナム

KOYAMAEN VIETNAM（現地法人）
57 Hồ Tùng Mậu, Bến Nghé, Quận 1, Hồ Chí Minh, ベトナム

## 主要取引先

### 日本
- オーサワジャパン
- 伊藤忠食品
- 松屋銀座
- 大丸
- 髙島屋
- 国分
- いかりスーパー
- 紀ノ国屋
- 成城石井
- 神戸オリエンタルホテル
- 神戸ベイシェラトン ホテル&タワーズ

### アメリカ
- Nijiya Market

### 香港
- Nobu
- Kairon Asia Commerce
- UMAIYA
- APiTA
- SUNWAH GROUP
- SOGO HONG KONG

### ベトナム
- Lotte Legend Hotel Saigon
- Ami's Room
- Box 4P's
- PLUS MAINICHI

以上より

## マスメディア出演
- 2004年 - TBS「スパスパ人間学!」
- 2009年 - NHK「ニュースKOBE発」、「ぐるっと関西おひるまえ」